# Filmjahr 1919
Liste der Filmjahre

◄◄ | ◄ | 1915 | 1916 | 1917 | 1918 | Filmjahr 1919 | 1920 | 1921 | 1922 | 1923 | ► | ►►

Weitere Ereignisse

## Ereignisse

### Produktionsfirmen
- 1. Januar: Die Münchner Lichtspielkunst AG wird gegründet.

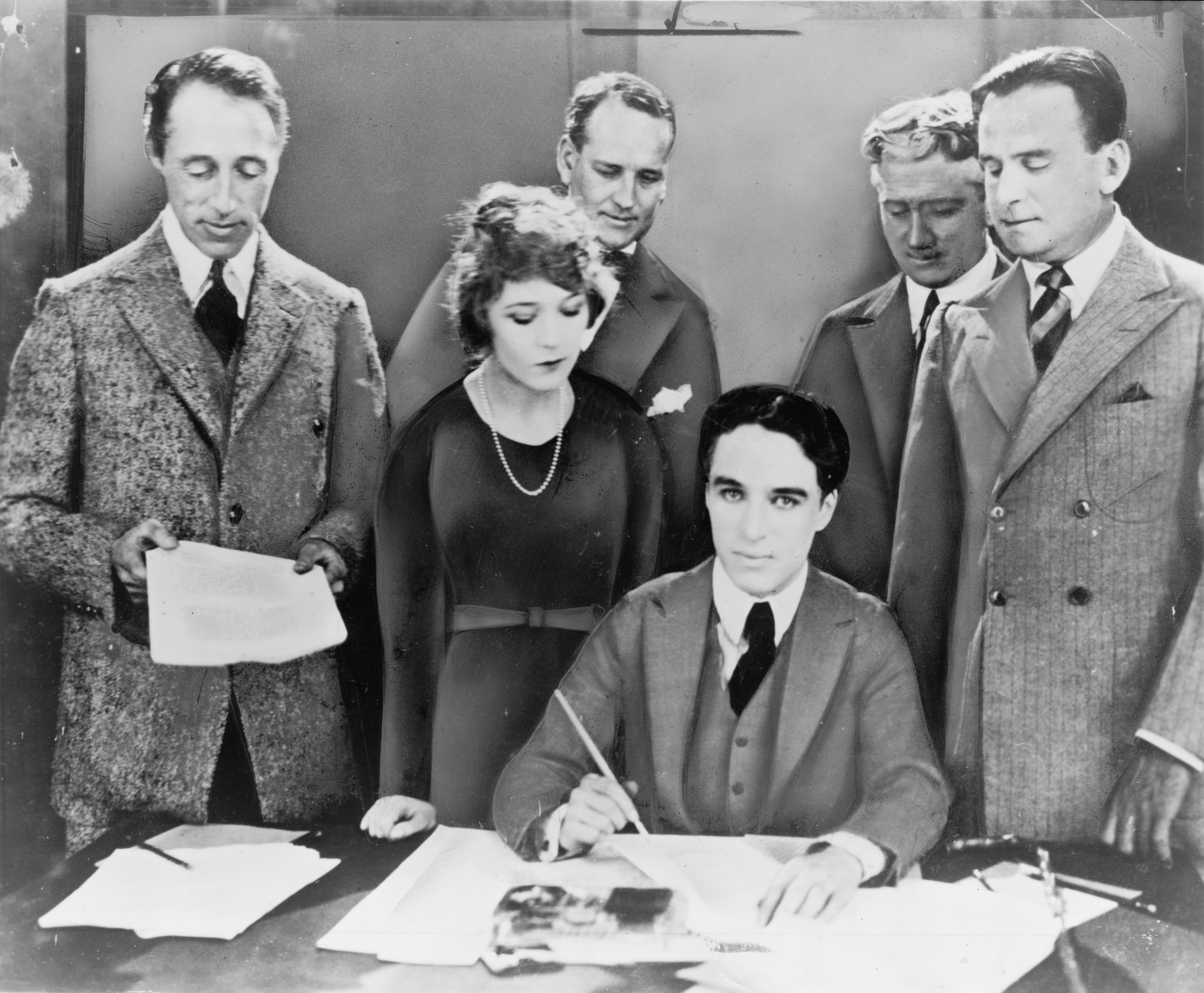
Fotomontage: Unterzeichnung des Gründungsvertrags von United Artists; v. l. n. r.: D. W. Griffith, Mary Pickford, Charlie Chaplin und Douglas Fairbanks, im Hintergrund zwei Anwälte

- 5. Februar: Charlie Chaplin, Douglas Fairbanks sen., Mary Pickford und David Wark Griffith gründen die United Artists, um unabhängig von den großen Studios Filme produzieren zu können.
- 27. Dezember: Durch die Fusion von Svenska Biografteatern und Filmindustri AB Scandia entsteht die Filmgesellschaft AB Svensk Filmindustri (SF); ihr Hauptbesitzer ist der Großindustrielle Ivar Kreuger. Durch die Zusammenlegung verfügt SF über ein Aktienkapital von 35.000 Kronen und über 70 Kinos in Schweden. Erster Direktor wird Charles Magnusson und die beiden international renommierten Regisseure Victor Sjöström und Mauritz Stiller gehören zu seinem Stab.

- Die Vita-Film wird von Anton und Luise Kolm als Nachfolgefirma der Wiener Kunstfilm-Industrie mit einer Kapitalaufstockung durch die Depositenbank neu gegründet.

### Uraufführungen

#### Deutschland

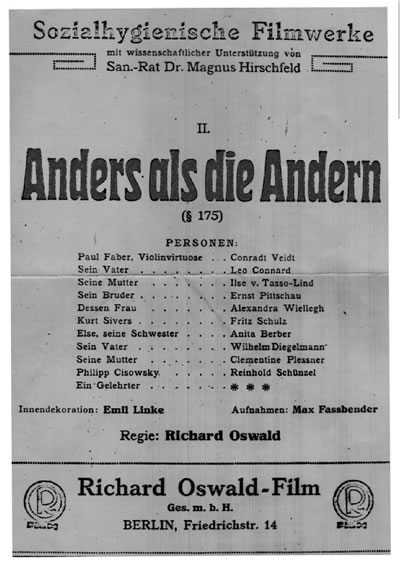
Filmplakat Anders als die Andern von 1919

- 28. Mai: Der im Berliner Apollo-Theater uraufgeführte deutsche Spielfilm Anders als die Andern von Richard Oswald, der unter Mitwirkung von Magnus Hirschfeld entstanden ist, ist der erste seiner Art, der offen mit dem Thema Homosexualität umgeht. Er handelt von einer Erpressungsgeschichte mit tödlichem Ausgang. Er wird in einer Zeit aufgeführt, in der in Deutschland keine staatliche Filmzensur existiert und wird zum Skandalfilm. 1920 wird der Film von der wiedereingeführten Zensur verboten, die Kopien vernichtet. Der vollständige Inhalt ist heute nur durch das Jahrbuch für sexuelle Zwischenstufen 1919 bekannt.
- 18. September: Der Ufa-Palast am Zoo wird mit der Uraufführung von Madame DuBarry von Ernst Lubitsch mit Pola Negri in der Hauptrolle eröffnet. Am 4. Dezember folgt die Uraufführung des Stummfilms Die Puppe mit Ossi Oswalda in der Hauptrolle. Der Ufa-Palast wird in der Folge das bedeutendste Uraufführungs-Filmtheater der Universum Film AG in Berlin.
- 23. Oktober: Am Berliner Marmorhaus-Kino wird der Ausstattungsfilm Die Pest in Florenz von Otto Rippert uraufgeführt. Das Drehbuch stammt von Fritz Lang, Hauptdarsteller ist Theodor Becker.

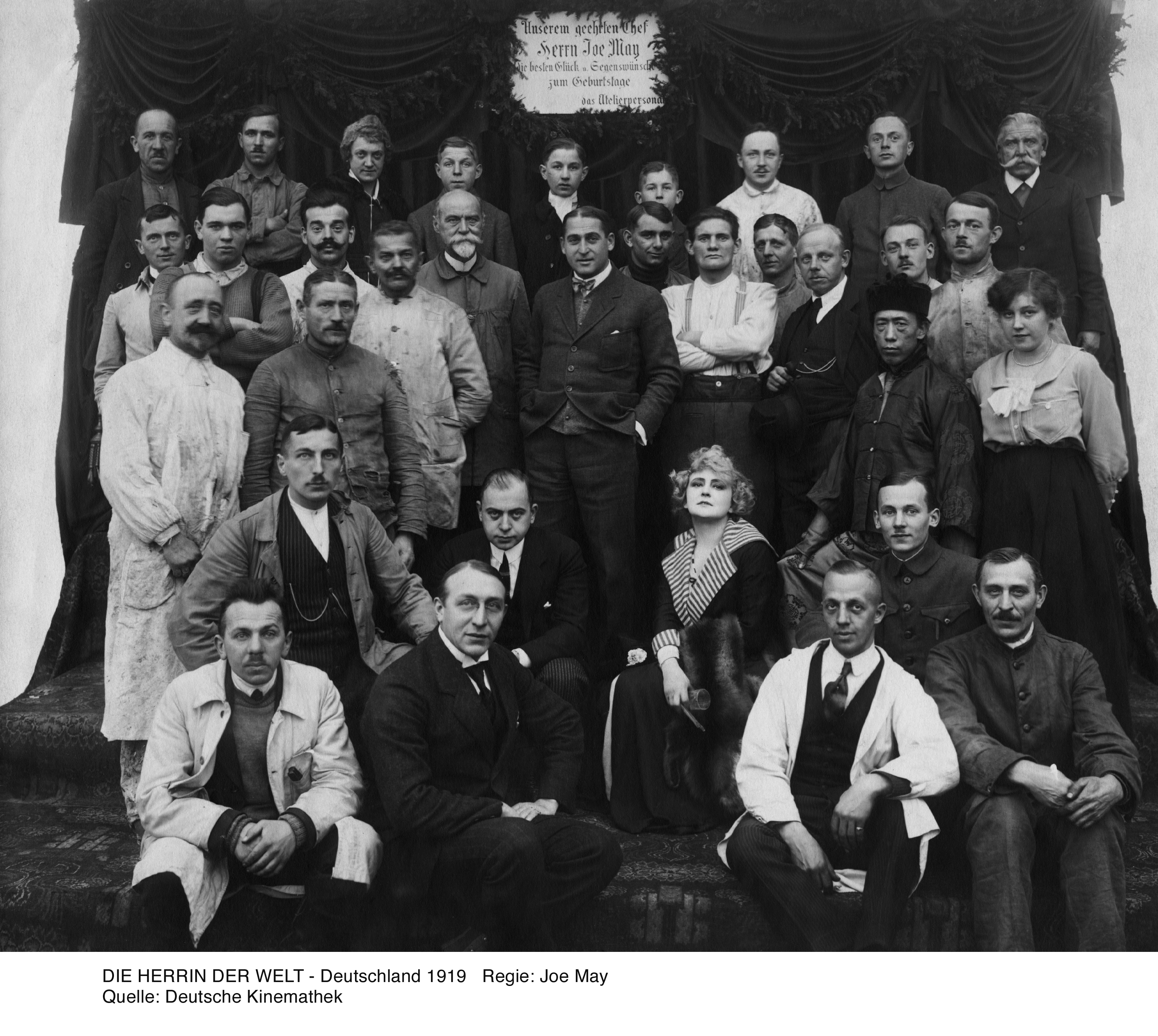
Besetzung und Mitarbeiter von Die Herrin der Welt am 7. November 1919

- 5. Dezember: Der erste Teil der achtteiligen Abenteuerfilmserie Die Herrin der Welt hat seine Uraufführung. Die Serie gilt als die erste bedeutende Monumentalfilmproduktion der deutschen Filmgeschichte. Seit dem 24. Juni wird unter der Gesamtleitung von Joe May mit mehreren Regisseuren und Drehbuchautoren gefilmt. Die Hauptrolle spielt Mia May.
- Dezember: Der Detektiv-Stummfilm Der Würger der Welt hat seine Uraufführung.

#### Vereinigte Staaten
- 26. Januar: Die Stummfilmkomödie Don’t Change Your Husband von Cecil B. DeMille hat ihre Uraufführung. Es ist DeMilles erste Zusammenarbeit mit seiner Hauptdarstellerin Gloria Swanson.
- 13. Mai: In New York wird D. W. Griffiths Stummfilm Broken Blossoms mit Lillian Gish in der Hauptrolle, der erste von United Artists vermarktete Film, uraufgeführt.
- 15. Juni: Die Filmkomödie Sunnyside (Auf der Sonnenseite) von Charlie Chaplin wird veröffentlicht.

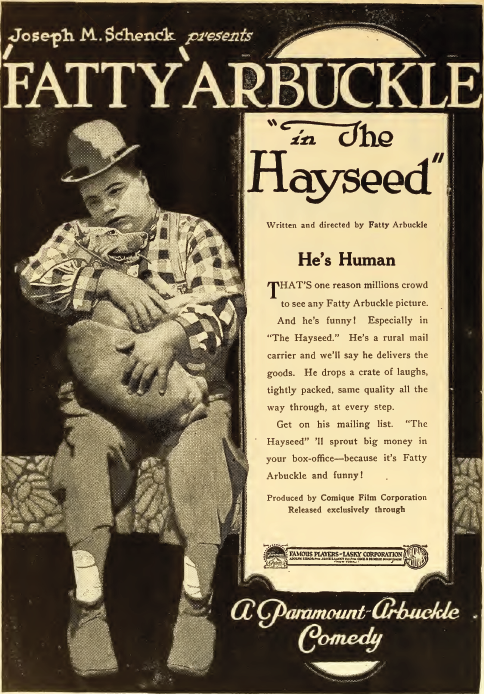
The Hayseed, Filmplakat

- 26. Oktober: In den Vereinigten Staaten wird der Slapstick-Kurzfilm The Hayseed mit Roscoe Arbuckle und Buster Keaton in den Hauptrollen uraufgeführt.
- 23. November: Das Stummfilmdrama Male and Female von Cecil B. DeMille hat seine Uraufführung. In den Hauptrollen sind Gloria Swanson und Thomas Meighan zu sehen. Der Film basiert auf dem erstmals 1902 aufgeführten Bühnenstück The Admirable Crichton von J. M. Barrie.
- 7. Dezember: Die Filmkomödie A Day’s Pleasure (Vergnügte Stunden) von Charlie Chaplin wird uraufgeführt. Jackie Coogan hat in dem Werk sein Filmdebüt.

#### Korea
- 27. Oktober: Im Kino Dansungsa wird mit Kampf für Gerechtigkeit (Originaltitel: 의리적 구투) der erste koreanische Film aufgeführt.

### Erfolgreichste Filme
Die sechs erfolgreichsten Filme an den US-amerikanischen Kinokassen nach Einspielergebnis.
| Platz | Filmtitel                 | Einspielergebnis in US-Dollar |       |
| ----- | ------------------------- | ----------------------------- | ----- |
| 1.    | Male and Female           | 1.256.267                     | [ 1 ] |
| 2.    | Daddy-Long-Legs           | 1.250.000                     | [ 2 ] |
| 3.    | The Miracle Man           | 1.000.000                     | [ 2 ] |
| 4.    | Broken Blossoms           | 600.000                       | [ 3 ] |
| 5.    | Don’t Change Your Husband | 292.394                       | [ 1 ] |
| 6.    | For Better, for Worse     | 256.072                       | [ 1 ] |

## Geboren

### Januar bis März
- 01. Januar: Ottavio Alessi, italienischer Drehbuchautor († 1978)
- 01. Januar: Carole Landis, US-amerikanische Schauspielerin († 1948)
- 13. Januar: Robert Stack, US-amerikanischer Schauspieler († 2003)
- 19. Januar: Antonio Pietrangeli, italienischer Regisseur und Drehbuchautor († 1968)
- 23. Januar: Frances Bay, kanadische Schauspielerin († 2011)
- 28. Januar: Ingeborg von Kusserow, deutsche Schauspielerin († 2014)

- 05. Februar: Red Buttons, US-amerikanischer Schauspieler († 2006)
- 05. Februar: Tim Holt, US-amerikanischer Schauspieler († 1973)
- 07. Februar: Jock Mahoney, US-amerikanischer Schauspieler († 1989)
- 12. Februar: Forrest Tucker, US-amerikanischer Schauspieler († 1986)

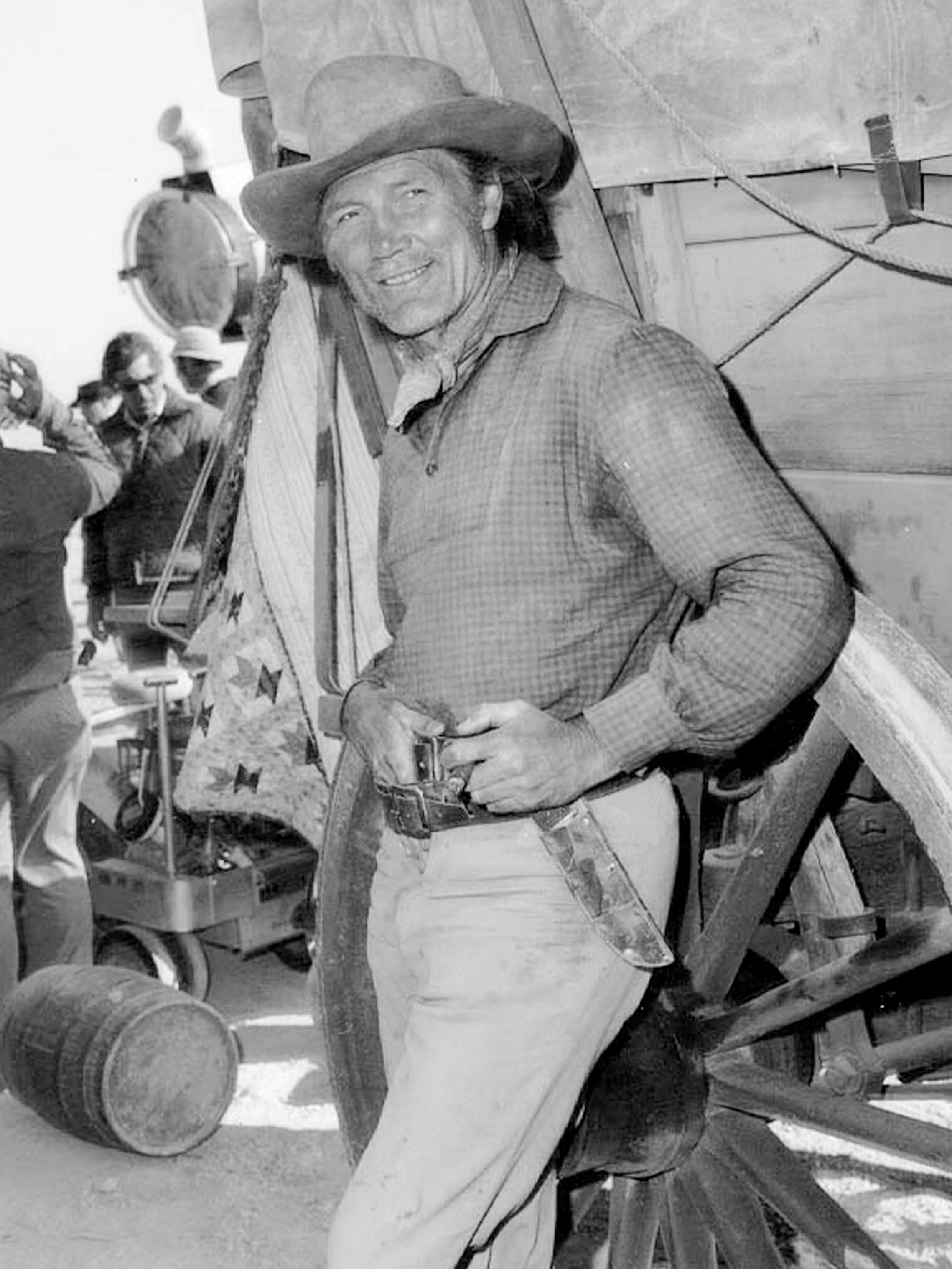
Jack Palance (1919–2006)

- 18. Februar: Jack Palance, US-amerikanischer Schauspieler († 2006)
- 25. Februar: Fred Katz, US-amerikanischer Komponist († 2013)

- 02. März: Jennifer Jones, US-amerikanische Schauspielerin († 2009)
- 09. März: Lola Müthel, deutsche Schauspielerin († 2011)
- 13. März: Irina Baronova, russisch-britische Balletttänzerin und Schauspielerin († 2008)
- 13. März: Miguel Gila, spanischer Schauspieler († 2001)
- 18. März: Christopher Challis, britischer Kameramann († 2012)
- 26. März: Strother Martin, US-amerikanischer Schauspieler († 1980)
- 28. März: Marc Brandel, britischer Autor und Produzent († 1994)
- 29. März: Eileen Heckart, US-amerikanische Schauspielerin († 2001)

### April bis Juni
- 01. April: Joachim Tomaschewsky, deutscher Schauspieler und Synchronsprecher († 2019)
- 06. April: Heinz Schimmelpfennig, deutscher Schauspieler († 2010)
- 13. April: Howard Keel, US-amerikanischer Schauspieler († 2004)
- 15. April: Monika Darlies, österreichische Schauspielerin († 2007)
- 23. April: Curt Linda, deutscher Animationsfilmer († 2007)

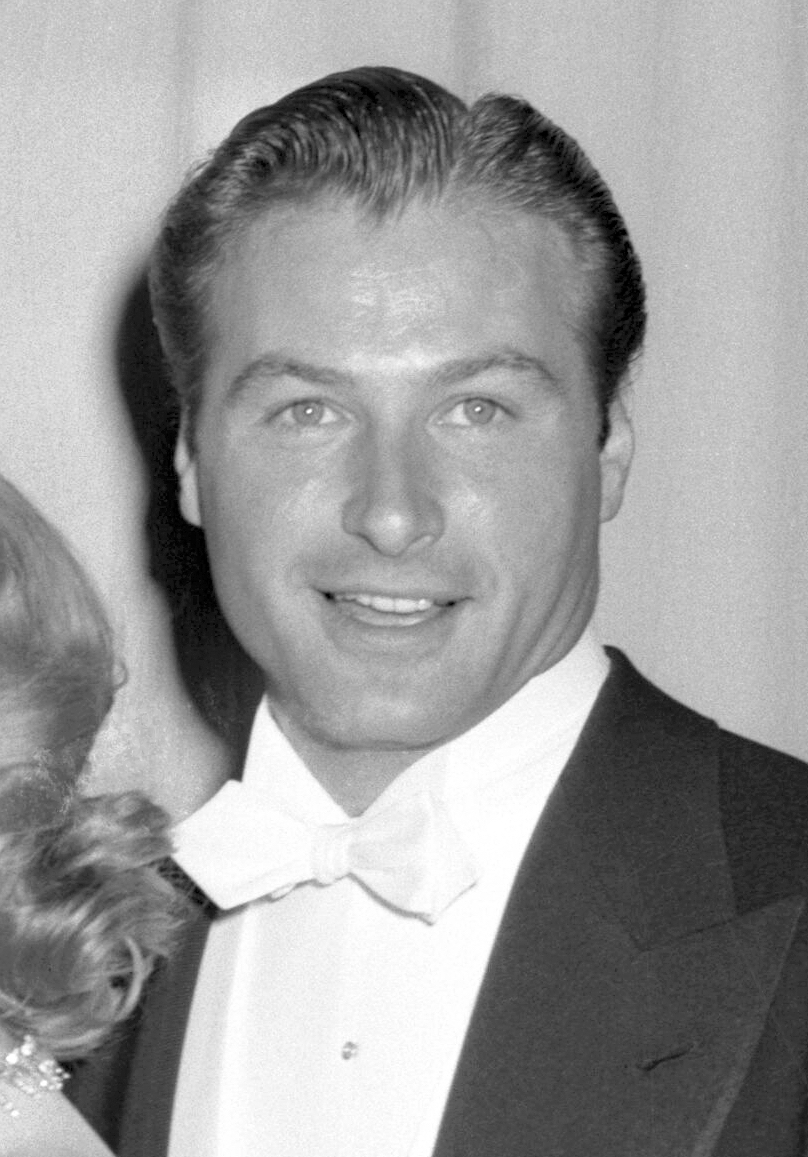
Lex Barker (1919–1973)

- 08. Mai: Lex Barker, US-amerikanischer Schauspieler († 1973)
- 09. Mai: Donald Haines, US-amerikanischer Schauspieler († 1943)
- 11. Mai: John Michael Hayes, US-amerikanischer Drehbuchautor († 2008)
- 16. Mai: Gisela Uhlen, deutsche Schauspielerin († 2007)
- 21. Mai: Wera Altaiskaja, russische Schauspielerin († 1978)
- 21. Mai: Élina Labourdette, französische Schauspielerin († 2014)
- 25. Mai: Trude Lechle, österreichische Schauspielerin und Produzentin († 2014)

- 05. Juni: Heinz Giese, deutscher Schauspieler und Synchronsprecher († 2010)
- 11. Juni: Richard Todd, britischer Schauspieler († 2009)
- 12. Juni: Uta Hagen, deutsch-amerikanische Schauspielerin († 2004)
- 14. Juni: Gene Barry, US-amerikanischer Schauspieler († 2009)
- 14. Juni: Sam Wanamaker, US-amerikanischer Schauspieler († 1993)
- 15. Juni: Muzaffer Tema, türkischer Schauspieler und Produzent († 2011)
- 17. Juni: Beryl Reid, britische Schauspielerin († 1996)
- 21. Juni: Tsilla Chelton, französische Schauspielerin († 2012)
- 23. Juni: Gerda Gmelin, deutsche Schauspielerin († 2003)
- 24. Juni: Al Molinaro, US-amerikanischer Schauspieler († 2015)

### Juli bis September

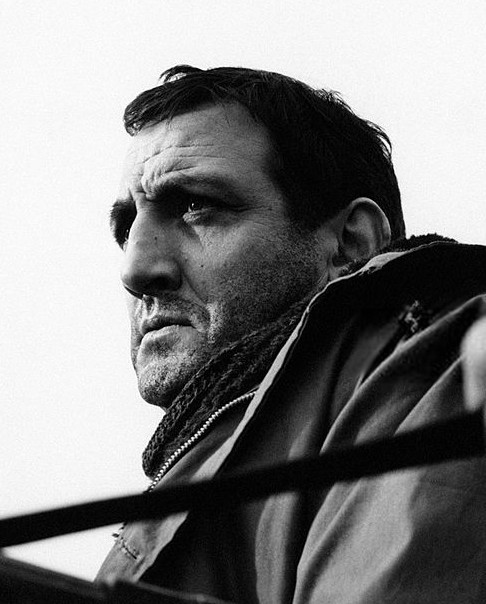
Lino Ventura (1961)

- 14. Juli: Lino Ventura, französischer Schauspieler († 1987)
- 19. Juli: Patricia Medina, britische Schauspielerin († 2012)
- 24. Juli: Peter Zinner, US-amerikanischer Filmeditor österreichischer Herkunft († 2007)

- 02. August: Nehemiah Persoff, US-amerikanischer Schauspieler († 2022)
- 02. August: Carlo Savina, italienischer Komponist († 2002)
- 08. August: Dino De Laurentiis, italienischer Produzent († 2010)
- 08. August: Mary Martlew, britisch-schweizerische Schauspielerin († 1989)
- 11. August: Elvīra Baldiņa, sowjetische bzw. lettische Schauspielerin († 2025)
- 15. August: Andrea Bosic, slowenischer Schauspieler († 2012)

- 02. September: Anne-Marie Blanc, schweizerische Schauspielerin († 2009)
- 02. September: Marge Champion, US-amerikanische Schauspielerin und Tänzerin († 2020)
- 04. September: Gualtiero Jacopetti, italienischer Regisseur († 2011)
- 04. September: Howard Morris, US-amerikanischer Schauspieler und Komiker († 2005)
- 05. September: Hans E. Schons, deutscher Schauspieler († 2005)
- 14. September: Kay Medford, US-amerikanische Schauspielerin († 1980)
- 17. September: Helmuth Ashley, österreichischer Regisseur († 2021)
- 21. September: Nigel Stock, britischer Schauspieler († 1986)
- 22. September: Franz Peter Wirth, deutscher Regisseur († 1999)
- 27. September: Jayne Meadows, US-amerikanische Schauspielerin († 2015)

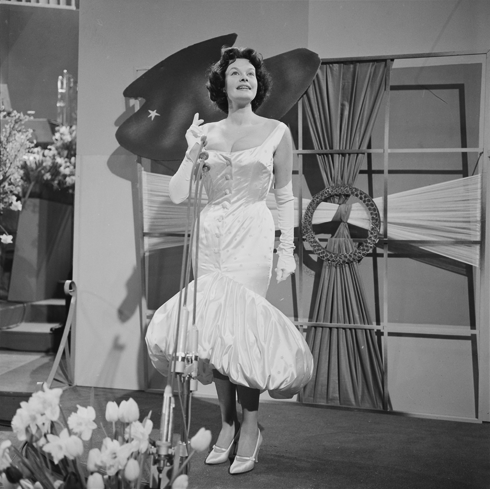
Margot Hielscher (1919–2017)

- 29. September: Margot Hielscher, deutsche Schauspielerin († 2017)

### Oktober bis Dezember

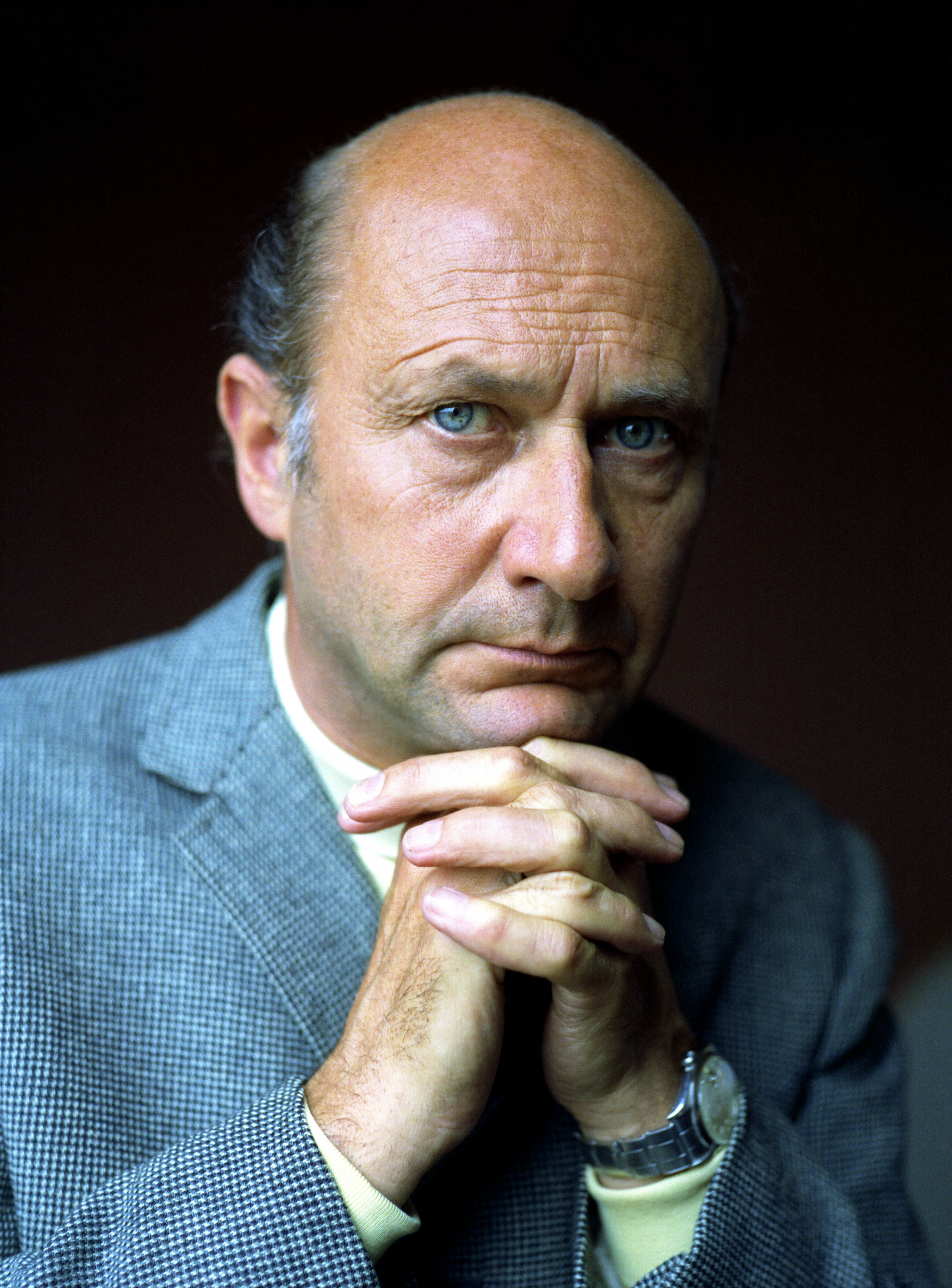
Donald Pleasence (1919–1995)

- 05. Oktober: Donald Pleasence, britischer Schauspieler († 1995)
- 28. Oktober: Bernhard Wicki, österreichischer Schauspieler und Regisseur († 2000)

- 04. November: Martin Balsam, US-amerikanischer Schauspieler († 1996)
- 10. November: François Périer, französischer Schauspieler († 2002)
- 15. November: Nova Pilbeam, britische Schauspielerin († 2015)
- 19. November: Gillo Pontecorvo, italienischer Regisseur († 2006)
- 21. November: Francesco Alliata, italienischer Produzent und Dokumentarfilmregisseur († 2015)
- 24. November: David Kossoff, englischer Schauspieler († 2005)
- 25. November: Norman Tokar, US-amerikanischer Regisseur und Schauspieler († 1979)

- 04. Dezember: Adriana Benetti, italienische Schauspielerin († 2016)
- 06. Dezember: Joachim Brennecke, deutscher Schauspieler († 2011)
- 11. Dezember: Hal Riddle, US-amerikanischer Schauspieler († 2009)

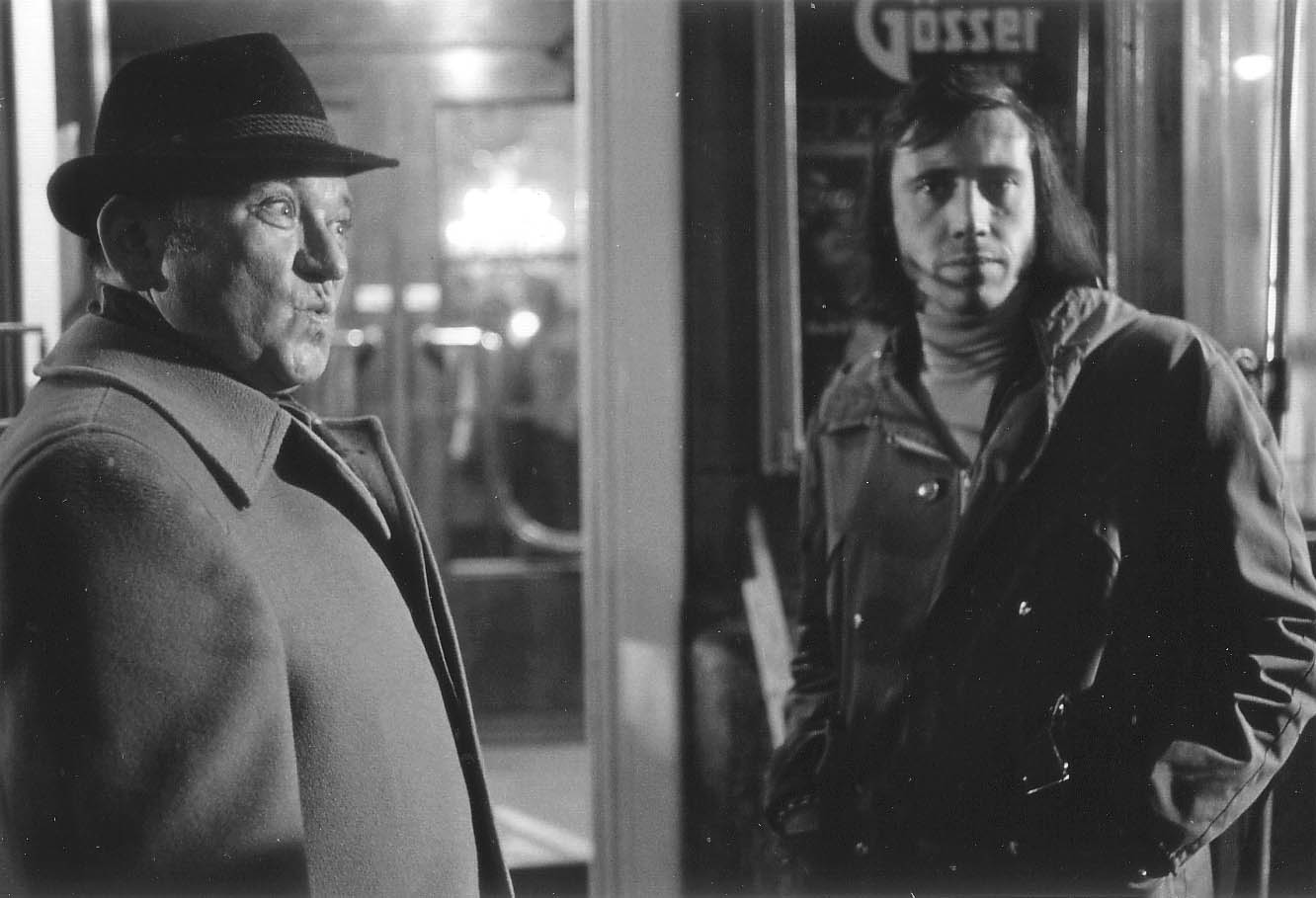
Fritz Muliar (links) (1919–2009)

- 12. Dezember: Fritz Muliar, österreichischer Schauspieler († 2009)
- 14. Dezember: Agnes Fink, deutsche Schauspielerin († 1994)
- 18. Dezember: Ralph Levy, US-amerikanischer Regisseur und Produzent († 2001)
- 19. Dezember: Eléonore Hirt, schweizerische Schauspielerin († 2017)
- 19. Dezember: Edda Seippel, deutsche Schauspielerin († 1993)
- 21. Dezember: Ove Sprogøe, dänischer Schauspieler († 2004)

## Gestorben

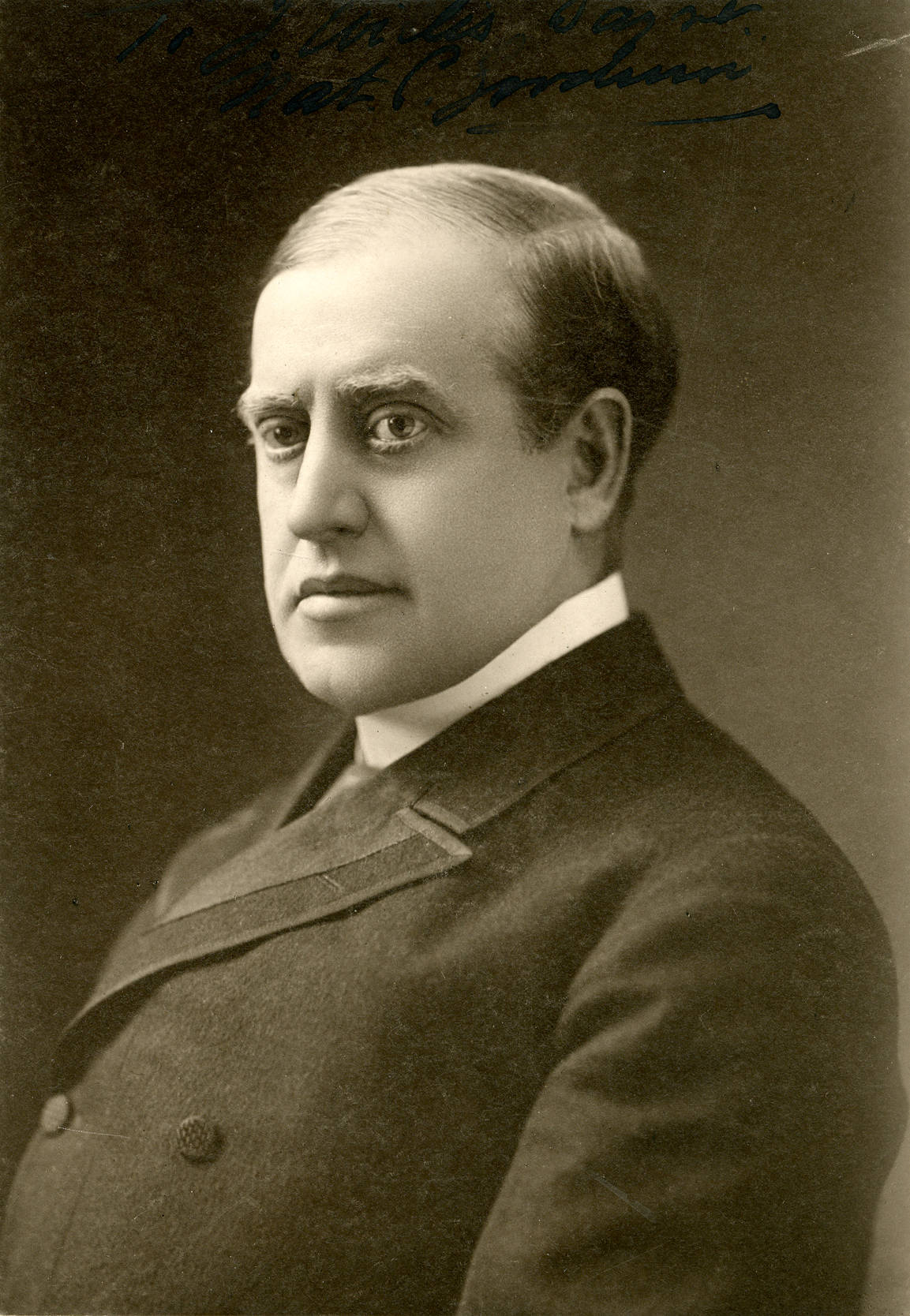
Nathaniel Carl Goodwin († 31. Januar)

- 31. Januar: Nathaniel Carl Goodwin, US-amerikanischer Schauspieler (* 1857)